# Yves du Monceau de Bergendal
Pour les articles homonymes, voir Monceau.
Yves-Jean du Monceau de Bergendal, né le 23 octobre 1922 à Uccle et mort à Ottignies le 27 juillet 2013, est un homme politique belge wallon de tendance sociale chrétienne. Il est de 1958 à 1988 bourgmestre d'Ottignies, devenue Ottignies-Louvain-la-Neuve en 1978.

## Biographie

### Famille
Yves du Monceau est le fils unique du comte Jean du Monceau de Bergendal et de Yvonne Crets de Lichtenberg. 
Par sa mère, il est apparenté à une famille d'industriels maastrichtois. Le lieutenant-général canadien Maurice Arthur Pope (en), beau-frère de sa mère, est son oncle.
Yves du Monceau est un descendant de Jean-Baptiste Dumonceau (1760-1821), volontaire dans l'armée des États Belgiques unis contre l'Autriche, commandant de la Légion Belge, lieutenant-général de la République batave, fait comte de Bergendael par Napoléon, Maréchal dans l'armée des Pays-Bas créée par la réunion de la Belgique avec la Hollande à la suite du Congrès de Vienne. Le général aviateur belge Yvan du Monceau, qui servit au sein de la Royal Air Force durant la Seconde Guerre mondiale et participa à la bataille d’Angleterre et au Débarquement de Normandie, est un de ses cousins. La branche de la famille qui fit souche aux Pays-Bas après la période napoléonienne compta plusieurs hauts fonctionnaires de l’Etat, dont Hendrick Dumonceau qui fut Maréchal de la Cour auprès de la reine Wilhelmine. Son arrière-grand-père Charles du Monceau fut bourgmestre de Grez-Doiceau de 1851 à 1857 et de 1891 à 1917. Quant à son père Jean du Monceau, il fut échevin libéral de l’Instruction publique à Ottignies au cours des années 1930 et suppléant de Charles-Emmanuel Janssen, député libéral de 1936 à 1946. 
Yves du Monceau épouse en 1948 Raymonde Vaxelaire (1925-), fille du baron Raymond Vaxelaire et d'Alice de Ro, en novembre 1948. Ils ont quatre enfants : Diego (°1949), marié à la nièce de Charles-Emmanuel Janssen ; Diana (°1951) ; Yolande (°1954); Cédric (°1956). Ils agrandissent et embellissent la Lisière, propriété que ses parents avaient acquise dans le quartier du Stimont à Ottignies en 1922.

### Enfance
Yves du Monceau passe son enfance à Uccle où il est né puis, à partir de 1929, à Ottignies où il noue des amitiés durables avec les habitants du quartier du Stimont et ses condisciples de l’école communale de La Croix. En 1933, il entre au collège bénédictin de Maredsous qui accueille des fils de la noblesse belge et de grandes familles industrielles.

### La Seconde Guerre mondiale
Lorsque la Belgique est envahie en mai 1940, Yves du Monceau entame avec quelques amis du collège un périple à travers la France qui le conduit finalement à Menton où il s’engage, à dix-sept ans, comme chauffeur de l’Anglo-American Ambulance Corp (AAAC). Après l’armistice du 22 juin, il traverse clandestinement l’Espagne et embarque à Gibraltar pour le Maroc. Durant deux années, au Maroc puis en Algérie, il fait l’apprentissage d’une vie complètement autonome et se retrouve attaché aux services de renseignement américains au moment du débarquement en Afrique du Nord. Il part pour l’Angleterre le 25 décembre 1942 et y rejoint les forces belges. 
Il est envoyé à l’Académie royale militaire de Sandhurst en octobre 1943 dont il est diplômé officier le 17 juin 1944. Il participe à la campagne de Normandie (affecté au 1st Canadian P.R. Group) à la Libération de la Belgique et à la campagne d’Allemagne (au 1st Belgian Armoured Car Regiment). Il quitte le service actif en 1946 et devient lieutenant-colonel de réserve du 1er régiment des guides.

### Entrepreneur
Revenu à la vie civile, Yves du Monceau entre au secrétariat général de la Sofina en 1946 et travaille aux côtés de Dannie N. Heineman et de Raoul Richard, ancien membre du Gouvernement belge en exil à Londres que du Monceau avait rencontré durant la guerre. 
En novembre 1948, il épouse Rainy Vaxelaire et rejoint le conseil d’administration du Bon Marché Belgique où, il sera notamment chargé du développement de la société au Congo belge. Il occupe les fonctions de vice-président et directeur général du groupe GB-Inno-BM en 1974.
Il voyagera beaucoup et sur tous les continents pour le Bon Marché puis le Groupe Inno-GB-BM qui lui succède en 1974, en tant que Commissaire Général adjoint du Commissariat général du Pavillon du Saint-Siège à l’Exposition universelle de Bruxelles en 1958 et en tant que sénateur, président des Commissions de la Défense et des Affaires étrangères.

### Homme politique
En 1952, il s'engage en politique communale à Ottignies sur une liste de tendance sociale-chrétienne et sera élu bourgmestre d'Ottignies en 1958. Il le restera jusqu’au 1er janvier 1989. Il ouvre la porte de la transformation de la petite localité en ville universitaire en faisant adopter par le Conseil communal, le 14 juillet 1966, une motion qui accueillait la section francophone de l'Université catholique de Louvain qui cherchait des terrains pour mener à bien les extensions nécessaires par la démocratisation des études supérieures. En juin 1968, le Gouvernement décide à la fois de la scission de l'Université de Louvain en l'UCLouvain (francophone) et la KU Leuven (néerlandopone) et du transfert de l'UCLouvain à Ottignies et à Woluwe (le secteurs des sciences de la santé)
C'est lui qui attire dans sa commune des extensions de l'Université catholique de Louvain et finalement toute l'université en 1968 après un refus de Wavre. Il est considéré, avec Michel Woitrin, comme un des pères de Louvain-la-Neuve, s'appliquant à convaincre les habitants, les milieux politiques et les investisseurs de l'intérêt d'accueillir l'université sur le territoire de la commune. Le 2 février 1971 est posée, par le Roi Baudouin, la première pierre du nouveau site de l'Université Catholique de Louvain. La ville de Louvain-la-Neuve est lancée en octobre 1972 avec l'arrivée d'habitants, d'étudiants et de membres du personnel de l'Université. En 1976, l'ensemble Ottignies-Louvain-la-Neuve, regroupant aussi les entités de Limelette et de Céroux-Mousty est créé dans le cadre de la Fusion de communes en Belgique.
Yves du Monceau est élu sénateur dès 1971 et est membre du Conseil régional wallon jusqu’en 1987. Il est l’un des premiers parlementaires wallons à avoir déposé officiellement une proposition de loi, dès 1973, visant à créer une province du Brabant wallon. Yves du Monceau de Bergendal restera sénateur jusqu'en 1985, et sera encore conseiller provincial de la province de Brabant de 1991 à 1994.
Il fut président du Cercle royal des officiers de réserve « Mars et Mercure ».
Il était également ambassadeur en Tchéquie, ainsi que président de l'Union royale belgo-britannique.

## Honneurs[1]
- Grand officier de l'Ordre de Léopold
- Commandeur de l'ordre de Léopold II
- Officier de l'Ordre de la Couronne
- Officier de l'Ordre du Mérite Wallon (2011)
- Knight of the British Empire
- Croix de guerre (avec palmes)
- Croix des évadés
- Grand-croix de Grâce magistrale de l'ordre souverain de Malte
- Commandeur de l'Ordre de Saint-Grégoire-le-Grand
- Commandeur de l'Ordre du Saint-Sépulcre

## Art public
Au nord-est du lac de Louvain-la-Neuve, face à l'Aula Magna, se dresse un banc en bronze qui perpétue le souvenir d'Yves du Monceau de Bergendal.
La sculpture a été commandée par son fils Diégo du Monceau au sculpteur britannique David Williams-Ellis (en) et offerte à l'UCLouvain et à la Ville d'Ottignies-Louvain-la-Neuve. Elle a été inaugurée le 18 juin 2020 en présence de la comtesse Rainy du Monceau, veuve d'Yves du Monceau, de quelques représentants de la famille et des autorités universitaires et communales.
Le bulletin communal d'Ottignies-Louvain-la-Neuve évoque la statue-banc en ces termes : « Yves du Monceau de Bergendal accueille désormais vos confidences au bord du lac de Louvain-la-Neuve, juste en face de l'Aula Magna. À moins qu'il vous souffle quelques idées pour l'avenir de la ville ? ».

Statue-banc Yves du Monceau
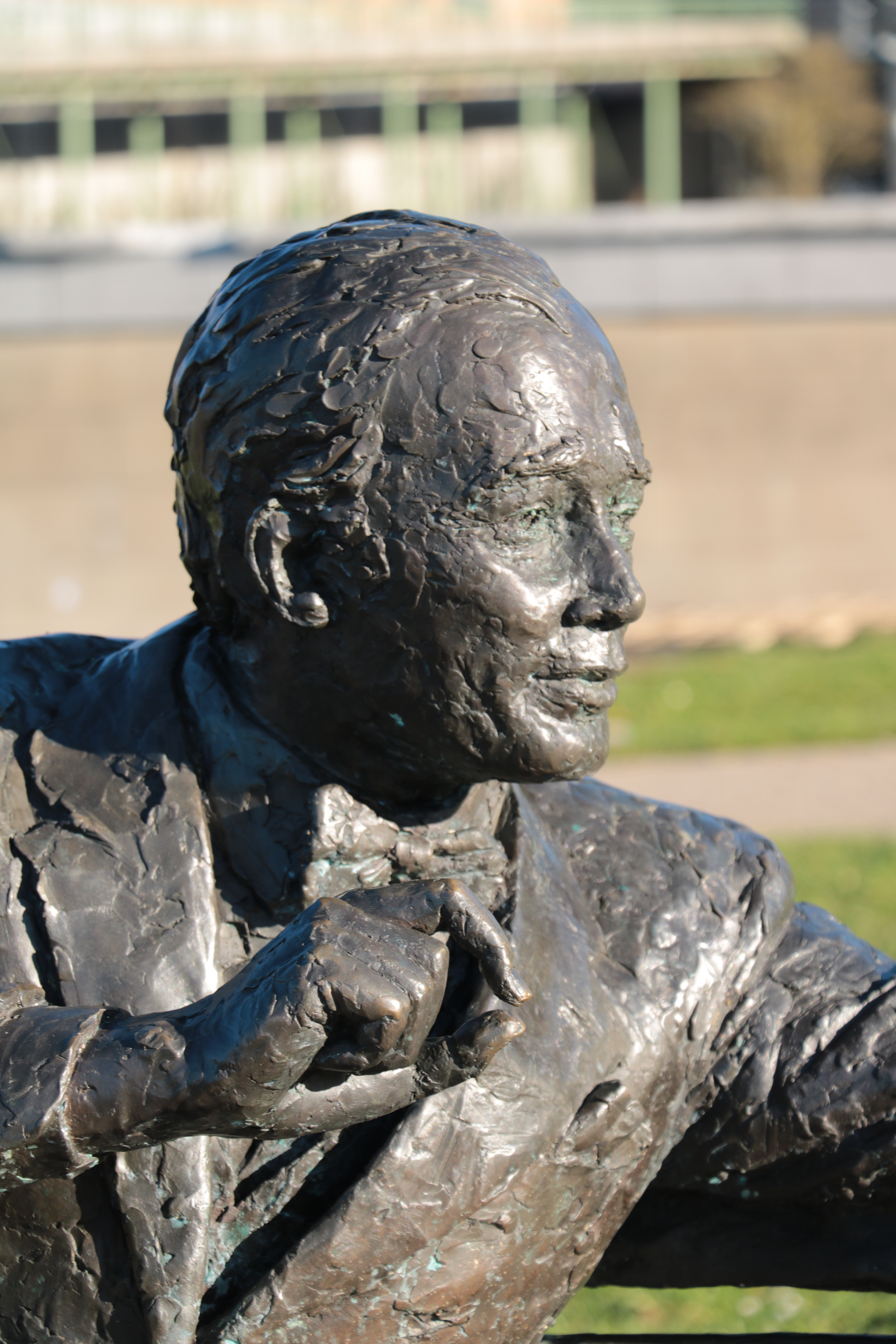
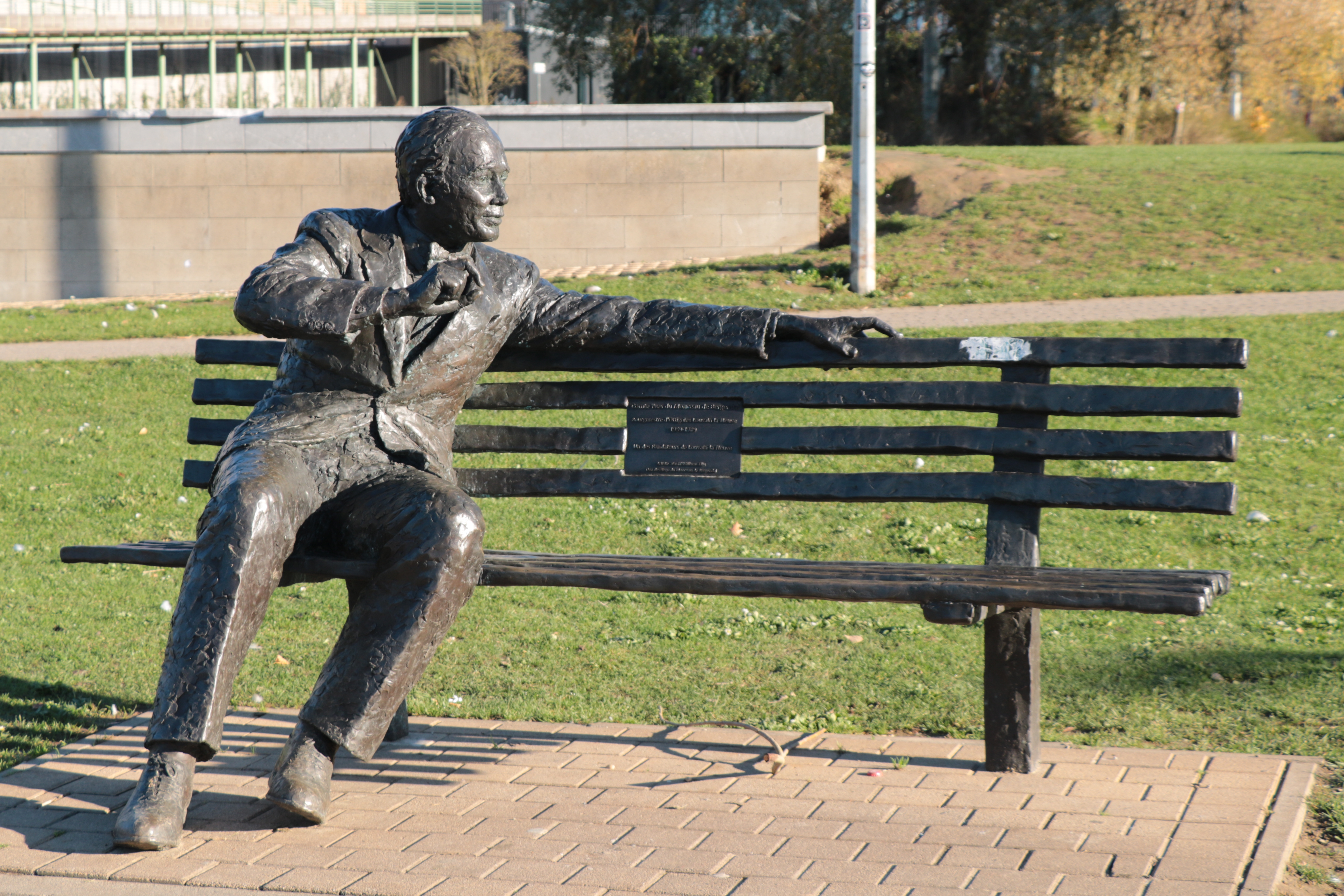
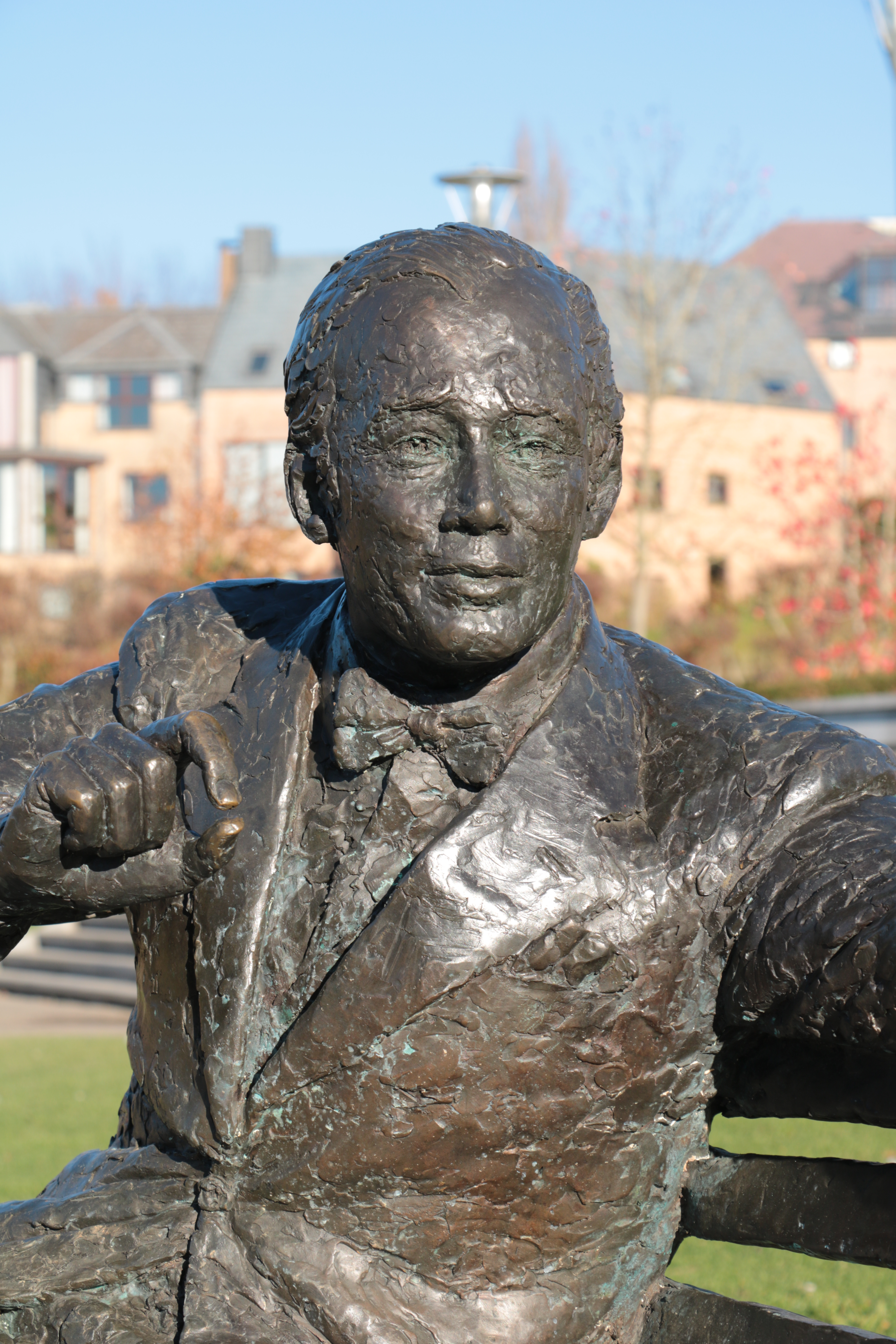

## Sources
1. 1 2  Agence Belga, « Décès d’Yves du Monceau, bourgmestre d’Ottignies pendant 30 ans », LaLibre.be, 28 juillet 2013. [consulté le 28 juillet 2013]
2. ↑  Yves du Monceau, Propos recueillis par Christian Laporte, Bruxelles, Racine, pp. 13-45.
3. ↑  Yves du Monceau, Propos..., pp. 47-135. Le dernier galop des Hussards. Historique du 1st belgian Armoured car Régiment. Régiment blindé "cavalerie", Origines-Louvain-la-Neuve, Dieu_brichard, pp. 165-179.
4. ↑  Pierre VAN DEN DUNGEN, Le Bon Marché, une enseigne phare en Belgique, Bruxelles, Soliflor, 2016, pp. 65.
5. ↑  Pierre VAN DEN DUNGEN, Le Bon Marché..., pp. 58-59 et 86-88.
6. ↑  Pierre VAN DEN DUNGEN, Le Bon Marché..., p. 105
7. ↑  Yves du Monceau. Propos..., pp. 222-223.
8. ↑  Yves du Monceau, Propos..., pp. 163-172.
9. ↑  Yves du Monceau. Propos..., pp. 231-233.
10. ↑  Yves du Monceau. Propos..., pp. 173-187.
11. ↑  Notice d'autorité « du Monceau de Bergendal, Yves-Jean - UCL | Archives », sur archives.uclouvain.be (consulté le 10 novembre 2017)
12. 1 2 3  Bulletin communal d'Ottignies-Louvain-la-Neuve, no 226, Août-septembre 2020, p. 23